# Sic parvis magna

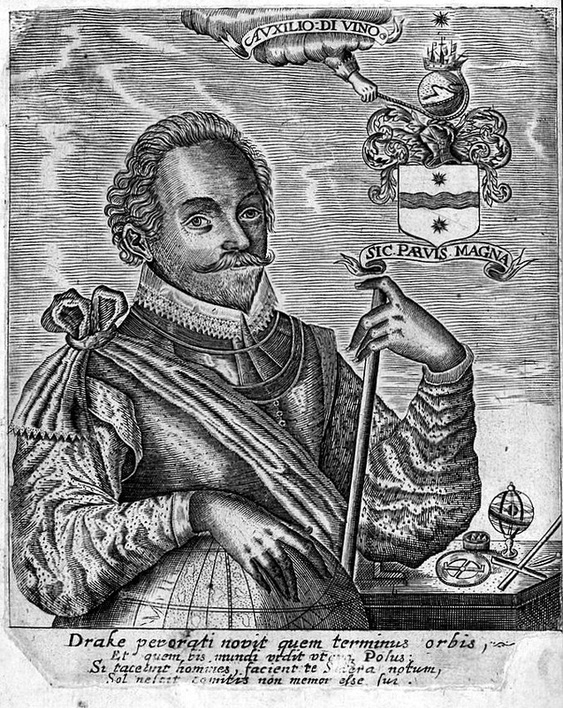
Ritratto araldico di Francis Drake con il motto SIC PARVIS MAGNA

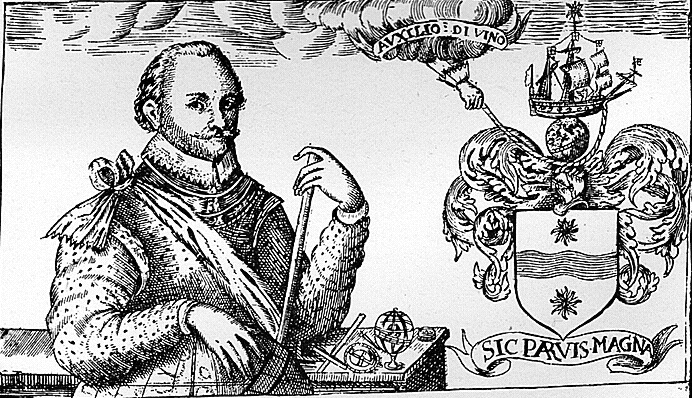
Sir Francis Drake Revived (particolare), Londra 1626

Sic parvis magna è un'espressione latina che significa «da umili origini verso grandi imprese» o, più letteralmente, «così, dalle piccole cose, le grandi», ossia: «dalle piccole cose vengono le grandi cose», più liberamente «la grandezza dai piccoli inizi». È spesso utilizzato come motto personale per sottolineare il valore individuale dell'impegno e della volontà, e in tale senso è meglio tradurre: «partendo dalle piccole cose si riescono a fare grandi cose».
L'espressione, che non sembra ricorrere negli autori latini, potrebbe essere derivata dalla frase di Virgilio sic parvis componere magna solebam, che tuttavia ha un significato diverso («ero solito paragonare le cose piccole alle grandi»).

## Il motto di Sir Francis Drake
Il motto figura sullo stemma araldico di Sir Francis Drake (1540-1596), divenuto da umili origini famosissimo navigatore, esploratore e corsaro, nominato cavaliere dalla regina Elisabetta I. Con riferimento alla sua biografia, la frase potrebbe quindi tradursi: «da umili origini verso grandi imprese».

## Cultura di massa
Il motto è stato reso popolare dal noto videogioco della serie Uncharted, dove Sir Francis Drake è il supposto antenato del protagonista Nathan Drake. Il motto è inciso su un anello; nel risvolto interno dell'anello figurano anche la data del giorno successivo alla morte di Francis Drake e le coordinate geografiche della sua bara; all'interno della bara è custodito un diario che contiene le indicazioni necessarie per raggiungere la mitica El Dorado (il motto è la chiave utilizzata per decifrare i messaggi lasciati dal corsaro).
Anche nel film Uncharted (2022) figura il famoso anello con incise le parole Sic parvis magna.